# Castelões (Tondela)
Castelões es una freguesia portuguesa del concelho de Tondela, con 16,89 km² de superficie y 1.768 habitantes (2001). Su densidad de población es de 104,7 hab/km².